# Stem Cell Reports
Stem Cell Reports è una rivista scientifica mensile, ad accesso aperto e sottoposta a revisione paritaria, che si occupa di ricerca sulle cellule staminali. È stata fondata nel 2013 ed è pubblicata esclusivamente online dalla casa editrice Cell Press.
È la rivista ufficiale dell'International Society for Stem Cell Research.
Il caporedattore è Martin Pera (Jackson Laboratory).
Secondo il Journal Citation Reports, la rivista ha ricevuto un fattore di impatto per il 2020 pari a 7.765.
Al 2024, il fattore di impatto è pari a 5.9 e la rivista si posiziona nel secondo quartile delle categorie "Ingegneria tissutale e cellulare " e "Biologia cellulare".